# Gare de Kameari
La gare de Kameari (亀有駅, Kameari-eki) est une gare ferroviaire japonaise située dans l'arrondissement de Katsushika à Tokyo. Elle est gérée par la East Japan Railway Company (JR East).

## Situation ferroviaire
La gare de Kameari est située au point kilométrique (PK) 9,9 de la ligne Jōban.

## Histoire
La gare a été inaugurée le 17 mai 1897.

## Services aux voyageurs

### Accès et accueil
La gare dispose d'un bâtiment voyageurs, avec guichet, ouvert tous les jours.

### Desserte
- Ligne Jōban (local) :
  - voie 1 : direction Toride
  - voie 2 : direction Ayase (interconnexion avec la ligne Chiyoda pour Yoyogi-Uehara)